# ヴィルヘルム・ゾーン
ヴィルヘルム・ゾーン（Johann August Wilhelm Sohn、1829年8月29日 - 1899年3月16日）はドイツの画家である。デュッセルドルフ美術アカデミーの教授を務めた。

## 略歴
ベルリンで生まれた。叔父のカール・フェルディナンド・ゾーンはデュッセルドルフ美術アカデミーで教授を務める画家であった。1847年にデュッセルドルフ美術アカデミーに入学し、ルドルフ・ヴィークマン、テオドール・ヒルデブラント、フリードリッヒ・ヴィルヘルム・シャドウや叔父から学んだ。
1861年8月23日、叔父のカール・フェルディナンド・ゾーンの娘と結婚した。
シャドウが校長が務めていた時代のアカデミーの教育は宗教画や歴史画を中心にした伝統的な教育が行われていたが、1848年革命を経て、市民の自由主義的な機運が高まる中で、1860年代から一般市民の生活を描く風俗画を描くようになった。1874年に美術アカデミーの風俗画を教える最初の教授に任じられた。ゾーンの教えた学生にはエドゥアルト・フォン・ゲープハルトやヒューゴ・フォーゲルらがいる。
1885年に妻が脳卒中で急死した後、息子が重い病気にかかり1895年に教授職を辞してボンに近いPützchenで看病をした。1899年に、Pützchenで亡くなった。

## 作品

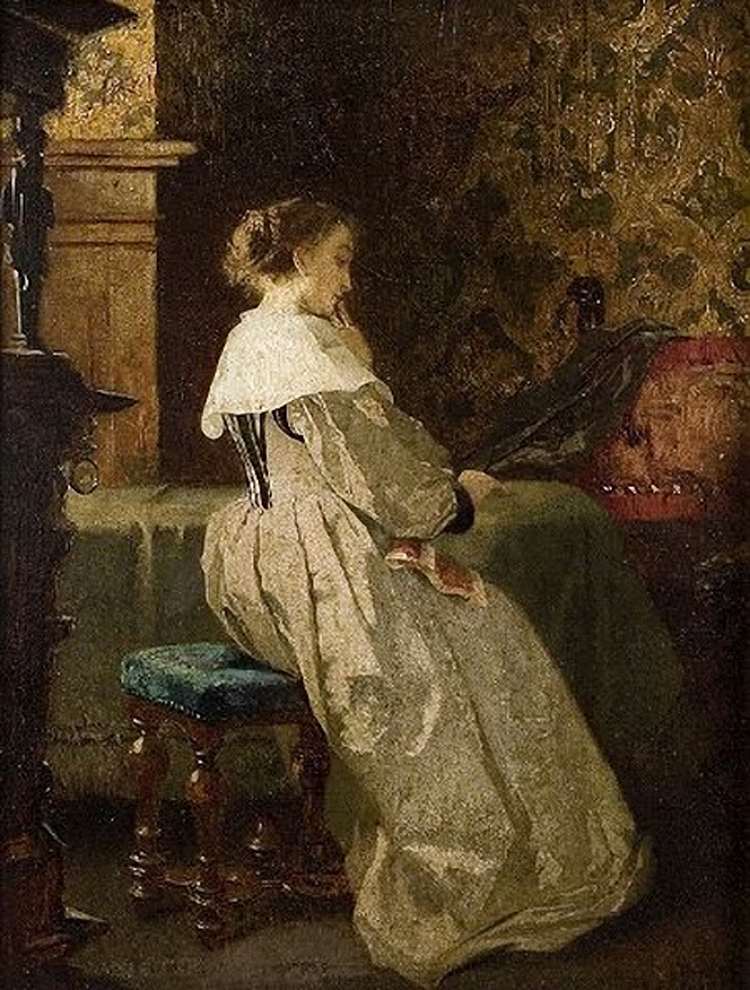
窓辺の若い女性 (1860)
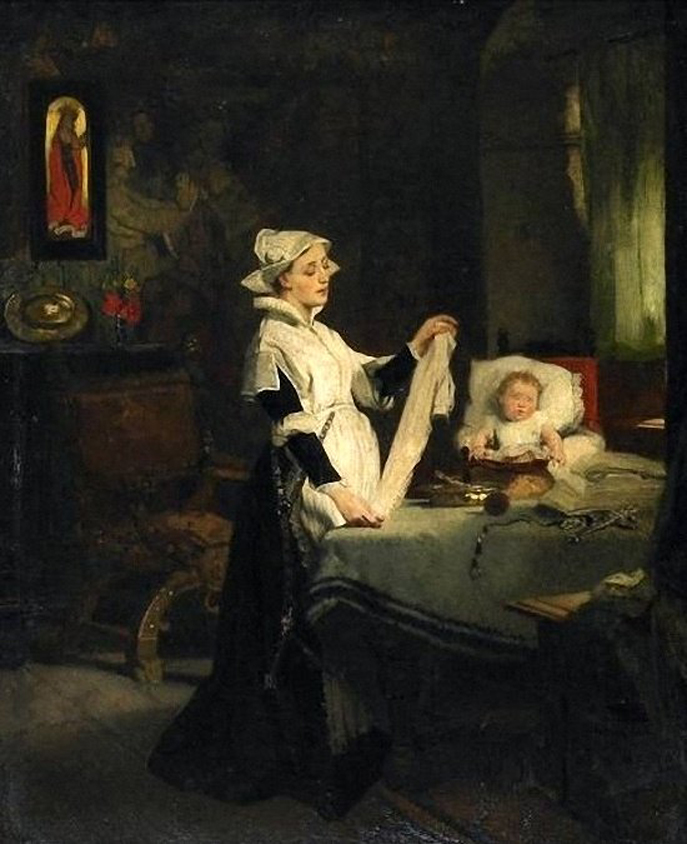
若い母親と子供 (1860)
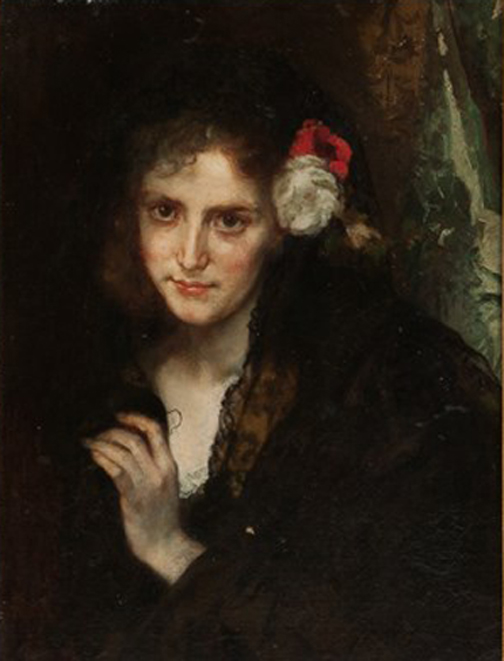
女性像
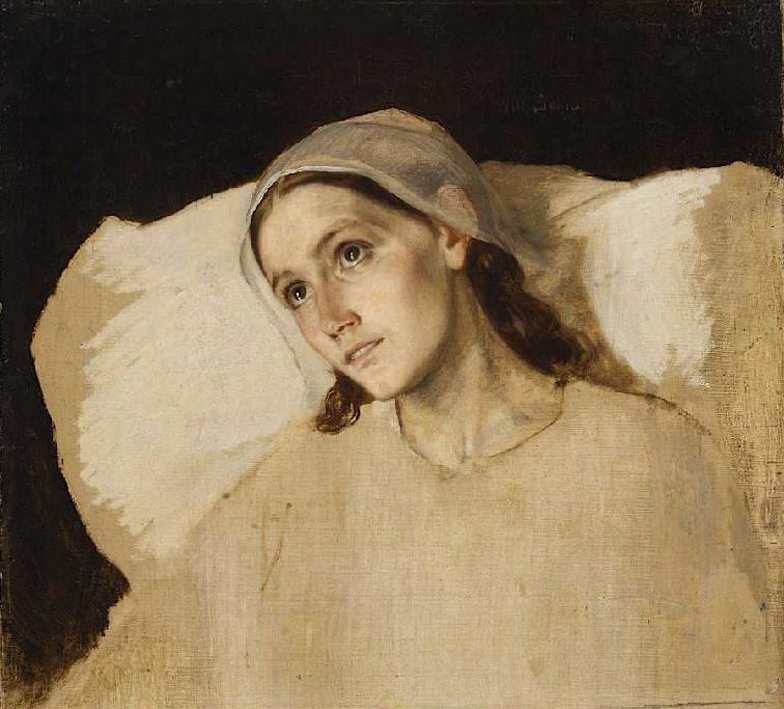
「病室で」(1889)

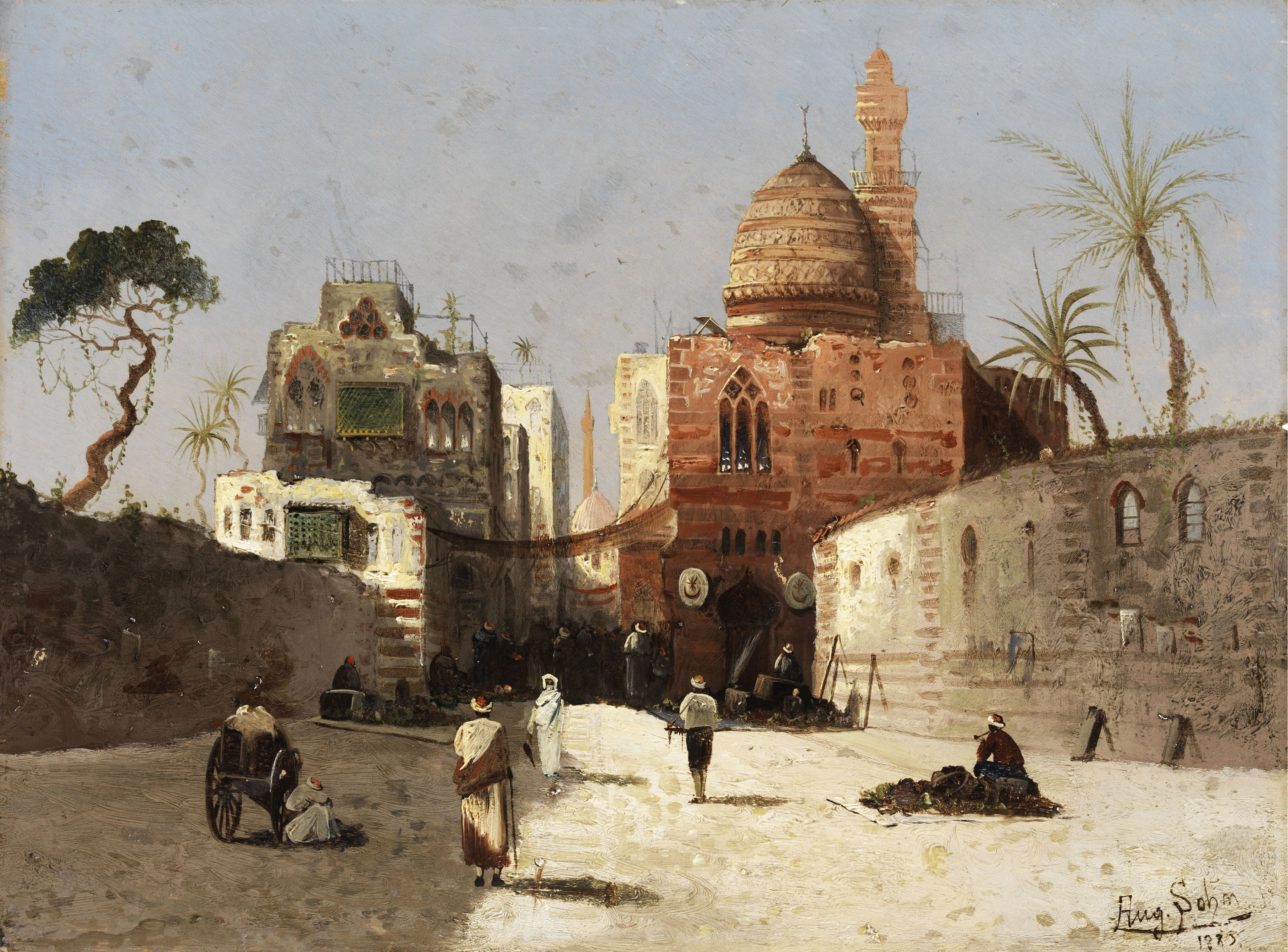
オリエントの街と商人
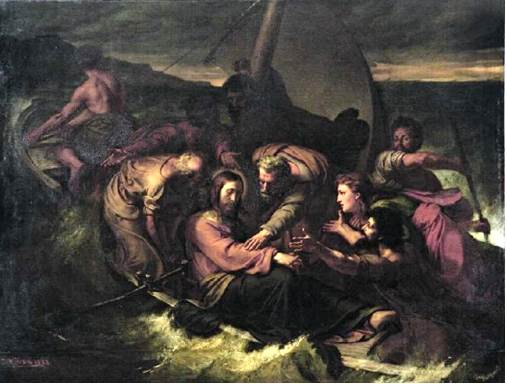
嵐の海のキリスト(1853)
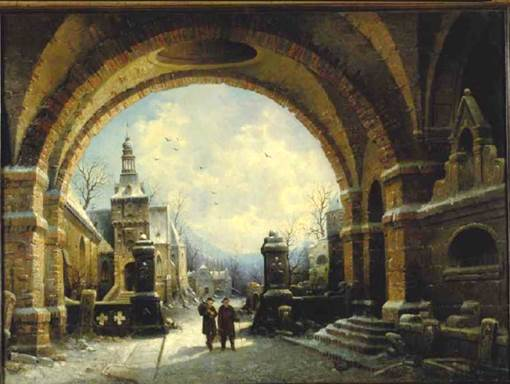
雪に覆われた中庭